# Tonnenheide
Tonnenheide ist ein Ortsteil der Stadt Rahden im Norden von Nordrhein-Westfalen. Die Ortschaft grenzt an Niedersachsen. In Tonnenheide leben heute 1784 Menschen.

## Geschichte
Tonnenheide gehörte bis zur Franzosenzeit zur Vogtei Rahden im Amt Rahden des Fürstentums Minden. Von 1807 bis 1810 gehörte der Ort zum Kanton Rahden des napoleonischen Satellitenstaats Königreich Westphalen. Von 1811 bis 1813 gehörte Tonnenheide unmittelbar zu Frankreich und dort zur Mairie Rahden im Arrondissement Minden des Departements der Oberen Ems.
1816 kam der Ort zum neuen Kreis Rahden, aus dem 1832 der Kreis Lübbecke wurde. Im Kreis Lübbecke gehörte der Ort zunächst zur Gemeinde Wehe, wurde aber am 1. Mai 1858 aus Wehe herausgelöst und zu einer eigenen Gemeinde im Amt Rahden.
Am 1. Januar 1973 wurde Tonnenheide durch das Bielefeld-Gesetz in die Stadt Rahden eingegliedert. Gleichzeitig wurde der Gemeindeteil Schmalge abgetrennt und nach Espelkamp umgegliedert.

## Sehenswürdigkeiten
In dem überwiegend landwirtschaftlich genutzten Gebiet gibt es einige Sehenswürdigkeiten, wie den Großen Stein (einer der größten Findlinge Norddeutschlands) und eine Windmühle.
- Der Galerie-Holländer wurde 1878 erbaut. Sein verputzter „steinerner Achtkant“ auf dem ebenfalls achteckigen zweigeschossigen Unterbau ist äußerst auffällig. Die windgängigen Segelflügel und der Stert machen diese weithin sichtbare Windmühle zu einem begehrten Fotoobjekt. Die Mühle wurde aus rund 150.000 Ziegelsteinen, die im Feldbrand in Tonnenheide hergestellt wurden, erbaut. Sie liegt an der Westfälischen Mühlenstraße und an der Mühlenroute. Seit 1995 ist die Tonnenheider Mühle einer weiteren Nutzung zugeführt: Im zweiten Obergeschoss befindet sich ein Standesamt. Hier kann man sich, fernab von allen Amtsstuben, das „Ja-Wort“ geben; dies dürfte für viele ein unvergessliches Erlebnis sein. In dem neben der Mühle errichteten Fachwerkgebäude besteht die Möglichkeit, einen Umtrunk, ein Sektfrühstück oder ein kleines Buffet einzunehmen.

- Der Große Stein von Tonnenheide ist rund zehn Meter lang, sieben Meter breit und drei Meter hoch. Das Gewicht beträgt etwa 350 Tonnen. Der Findling ist etwa eine Milliarde Jahre alt. Mit hoher Wahrscheinlichkeit stammt der Stein aus der 750 Kilometer entfernten schwedischen Provinz Blekinge. Er ist einer der größten bekannten Findlinge Norddeutschlands. Anfang des 20. Jahrhunderts wurde der Stein freigelegt und vermessen. Damalige Versuche, den Stein zu heben, scheiterten genauso wie die Versuche einer britischen Pioniereinheit und des Bundesbahn-Zentralamtes aus Minden. Am 30. August 1981 gelang es dann endlich, den Stein zu heben und an seinen heutigen Standort (rund 70 m vom Fundort entfernt) zu bringen.

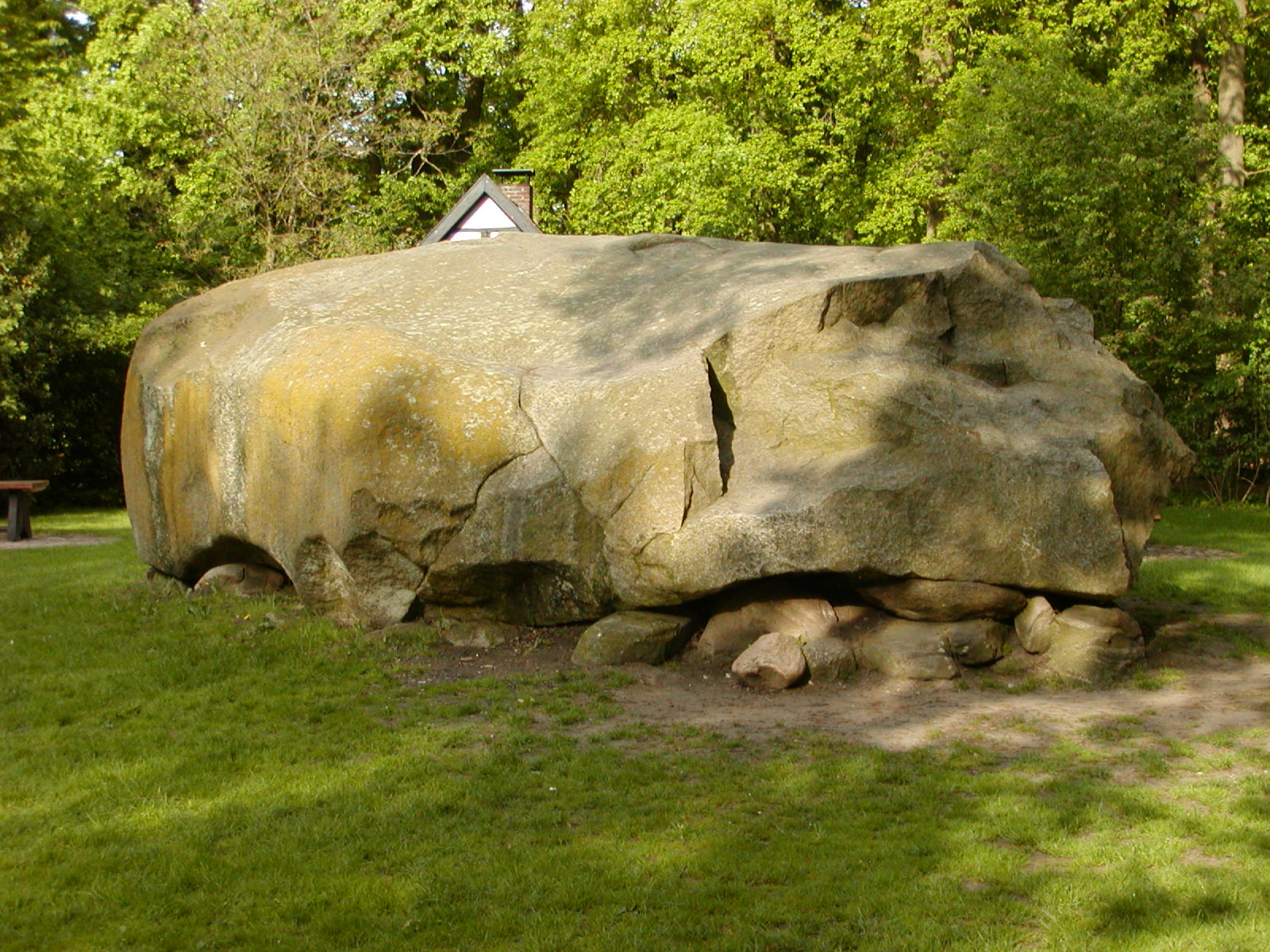
Großer Stein
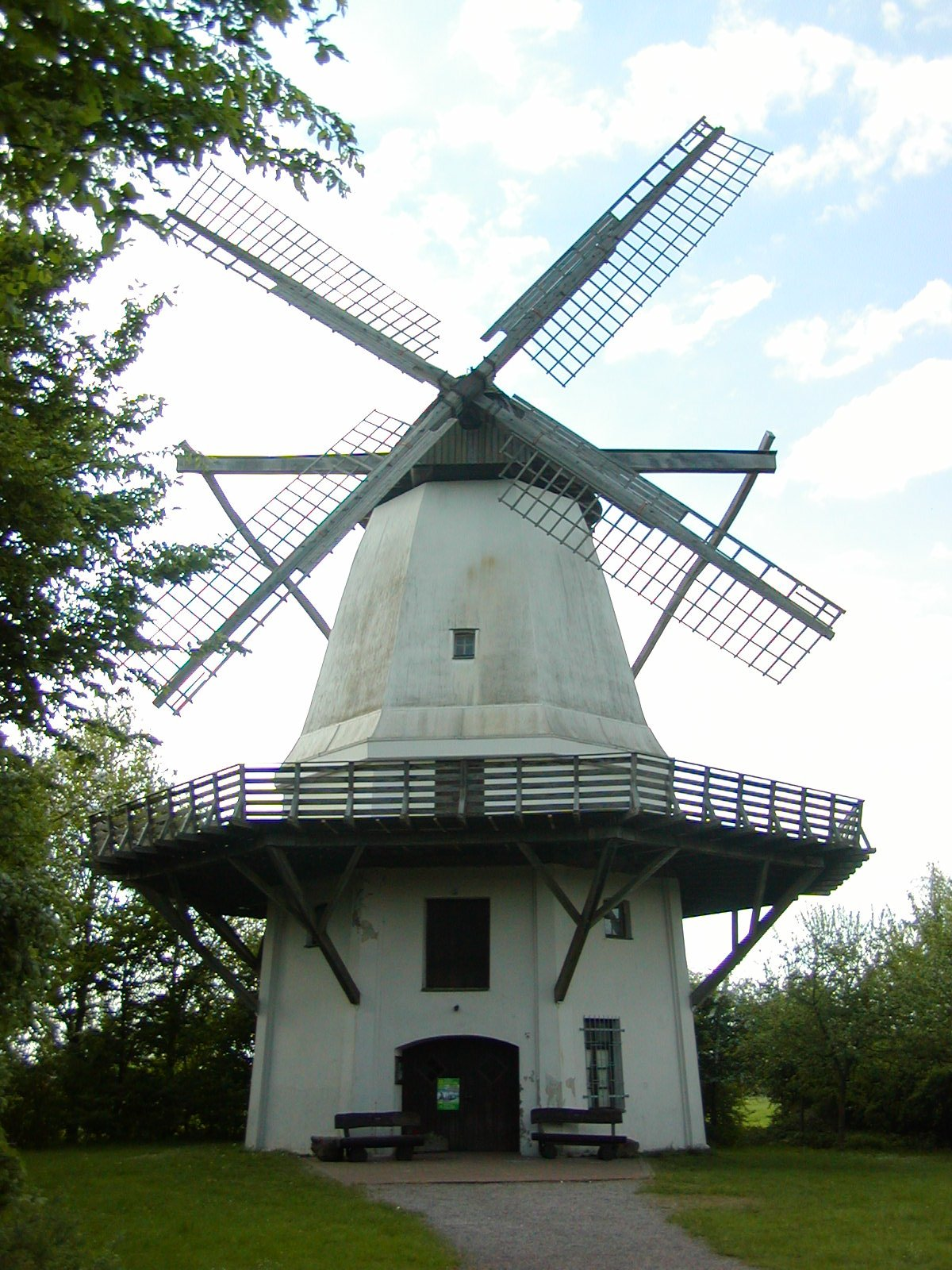
Windmühle Tonnenheide
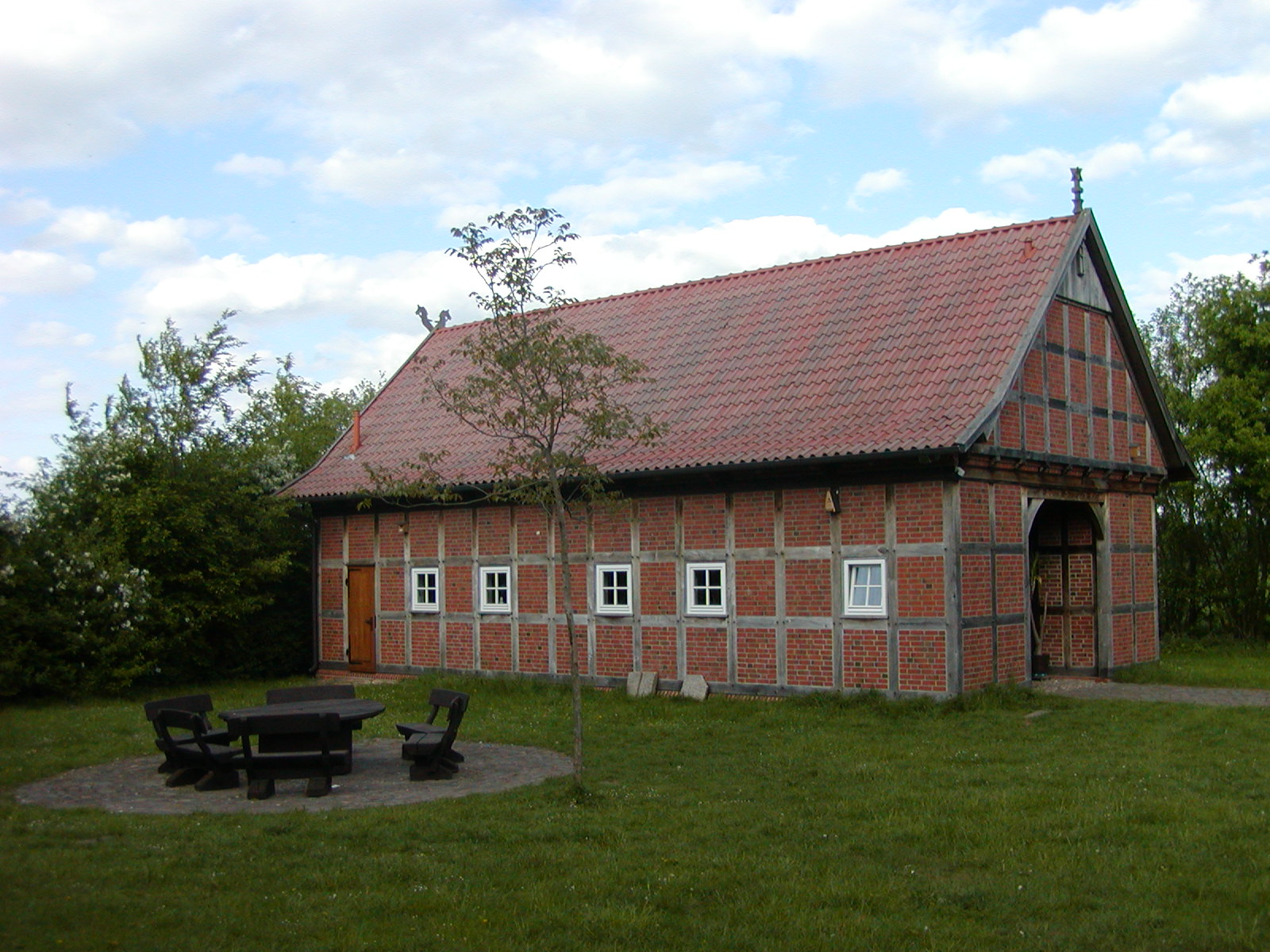
Fachwerkhaus an der Mühle
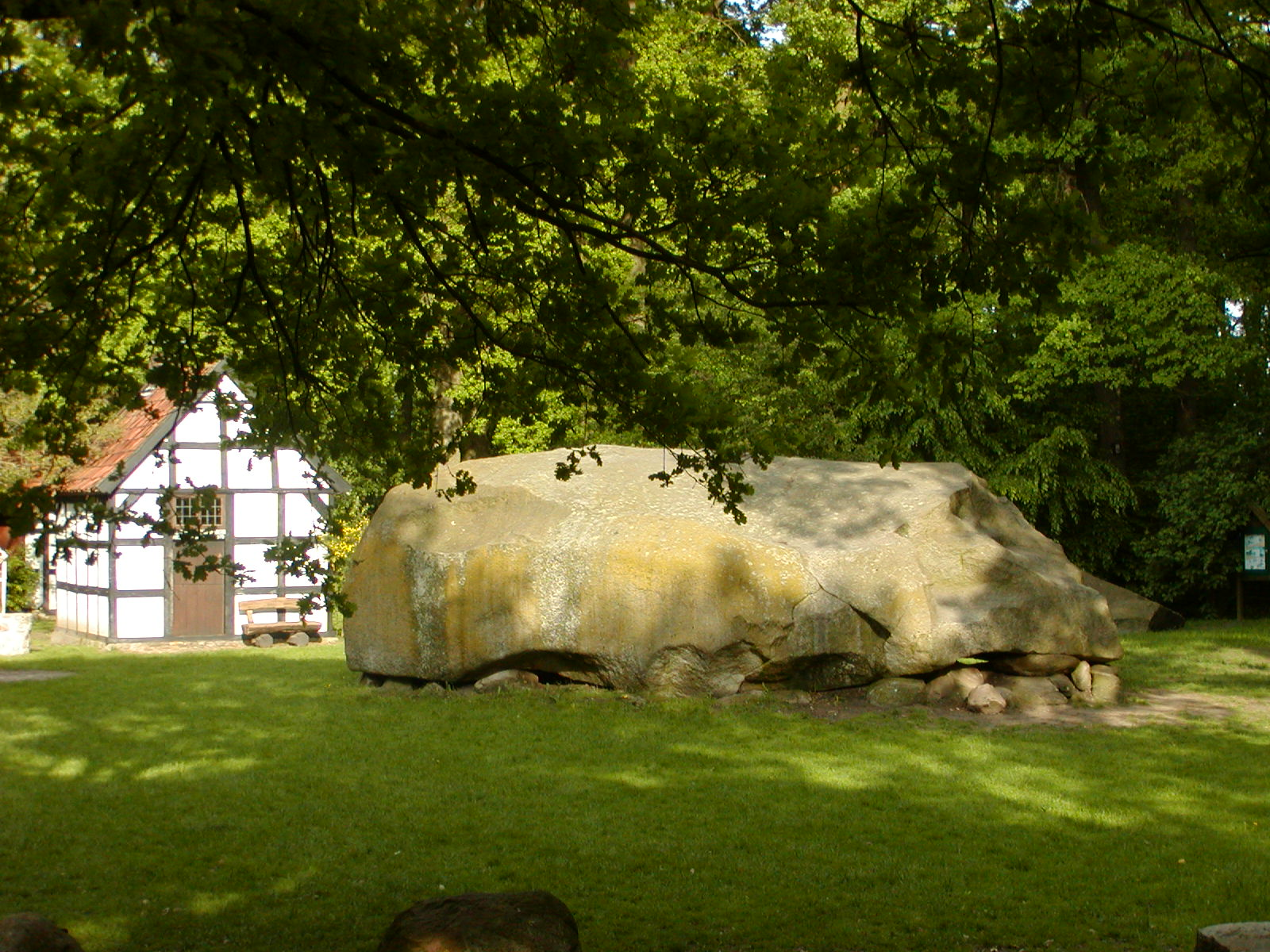
Großer Stein mit Fachwerkhaus

## Verkehr
Die beiden Haltepunkte Tonnenheide und Hahnenkamp liegen an der Bahnstrecke Uchte–Rahden. Es findet kein täglicher SPNV statt. Es verkehren lediglich saisonal Züge der Museumseisenbahn Rahden-Uchte.